# Дубівка (Харківський район)
Дубі́вка —  село в Україні, у Дергачівській міській громаді Харківського району Харківської області. Населення становить 617 осіб. 

## Географія
Село Дубівка знаходиться на правому березі річки Татарка, яка через 2,5 км впадає в річку Лопань (ліва притока), вище за течією за 1 км розташоване село Токарівка, нижче за течією примикає село Цупівка, на протилежному березі - село Лобанівка.

## Історія
12 червня 2020 року, розпорядженням Кабінету Міністрів України № 725-р «Про визначення адміністративних центрів та затвердження територій територіальних громад Харківської області», увійшло до складу Дергачівської міської громади.
19 липня 2020 року, в результаті адміністративно-територіальної реформи та ліквідації Дергачівського району, село увійшло до складу Харківського району.

### Російське вторгнення в Україну (з 2022)
Внаслідок російського обстрілу села Дубівка ввечері 1 жовтня 2024 року спалахнула пожежа у полі поблизу села на площі 5 гектарів, яка перекинулася на приватні житлові будинки. Під час пожежі в селі згоріли 15 приватних будинків та 3 автомобілі. 75-річна жінка отримала опіки голови і кінцівок, і її було госпіталізовано. Пожежу пізніше силами вогнеборців з ДСНС було ліквідовано.